# Францішек Генрик Духінський
Францішек Генрик Духінський (пол. Franciszek Henryk Duchiński, 1816, Правобережна Україна — 13 липня 1893, Париж) — польський історик, публіцист, громадський діяч.

## Біографія

### Освіта
Ходив до кармелітської школи у Бердичеві, а потім вчився у василіянському колегіумі в Умані, з 1834 року навчався у Київському Імператорському університеті святого Володимира, завдяки останньому став відомим у світі як Духінський з Києва.

### В еміграції
У 1846 році, переслідуваний поліцією, емігрував до Парижа. Там знайшов підтримку князя Адама Єжи Чарторийського, який надав йому можливість друкуватися у його еміграційному виданні пол. Trzeci Maj. Духінський мав нагоду поширювати свої ідеї через Літературно-Історичне Товариство. Під час Весни Народів в Італії у 1848 році вступив до Італійського Легіону Владислава Замойського, де розвинув свою антиросійську пропаганду. В Болоньї видрукував свої погляди з посиланням на погляди Адама Міцкевича на слов'янську літературу.
У Турині в 1849 році заснував італ. Società per l'Allianza Italo-Slava. Також написав багато статей до французьких видань.
Разом з генералом Замойським виїхав до Туреччини, де не припиняв свою пропагандистську роботу, розраховуючи на швидкий вибух російсько-турецької війни. Співробітничав з Михайлом Чайковським та невдовзі став представником Отелю Ламбер у Белграді. Під час Кримської війни був лектором у союзницьких військах. Там виголосив для французьких, британських та турецьких солдатів низку доповідей про довговічну цивілізаційну боротьбу Польщі та Русі з московською державою. Одночасно у Стамбулі видав три трактати: фр. Questions d'Orient (1853), фр. Les Moscovites Grand-Russes d'après leurs origines, éléments et tendences … avec remarques et carte (1854), фр. La Moscovie et la Pologne (1855).
З Туреччини подався до Лондона, де видав свою працю пол. Polacy w Turcji. У 1860—1864 роках перебував у Парижі. Там розвинув публіцистичну діяльність, підриваючи підвалини панславізму у трактуванні російського уряду. Займав посаду віце-президента Французького Етнографічного Товариства та був обраний членом багатьох французьких наукових товариств (антропологічного, географічного і азійського). Завдяки своєму впливові у наукових колах добився вилучення із шкільних програм історії Русі як частини історії Великого князівства Московського. У Монпарнасі викладав історію в польській школі.
Внаслідок зближення Франції та Росії в 1871 році був змушений оселитися у Швейцарії в Ааргау. Там редагував фр. Révue historique, éthnographique et statistique, одне з найважливіших видань світової етнології. У 1872 році став зберігачем Національного Польського музею у Раперсвілі. Двічі перебував у Галичині, де у 1875 році у Кракові заснував пол. Przegląd Etnograficzny.
Відомо, що вже 1882 року мешкав у Парижі, де надав матеріальну допомогу Антоні Богдановичу. Його старенького часто відвідувала Анна Білінська та розраджувала разом з ним свій сум за Україною.
Похований на цвинтарі в Монморансі (департамент Валь-д'Уаз) неподалік Парижу.

## Родина та особисте життя
Батько — збіднілий шляхтич Францішек Духінський.
Мати — Зофія (до шлюбу Боярська).
У дитинстві мав підтримку родини Тишкевичів.

## Погляди
Духінський відносив українців і поляків до народів арійських, а росіян — до туранських. Таким чином він викреслював Росію з числа народів не лише слов'янських, а й європейських.
Вважав, що колискою слов'ян були терени від Вісли до Дніпра. Як прихильник відновлення Київської Русі прагнув до укладення русько-польсько-литовської унії. Справив великий вплив на французького історика Анрі Мартена, який у праці фр. La Russie et l `Europe багато посилався на праці Духінського, та польського історика Фелікса Конечного.
Його спроби створити нову теорію слов'янської етнографії доставили йому вельми широку популярність; сама теорія ця у свій час приймалася як щось твердо встановлене значною частиною західноєвропейської літератури (наприклад, Анрі Мартеном). Про тези Духінського в одному з листів схвально висловився Карл Маркс; пізніше він завжди називав думки Духінського помилковими. Але «хотів би, щоб Духінський мав рацію і щоб принаймні цей погляд став панувати серед слов'ян». Насправді, теорія Духінського булаю лише прагненням надати форму наукової системи політичним мріянням та почуттям польської еміграції. Підставою теорії служить думка, що великороси або, як називає їх Духінський, «москалі», не належать до слов'янського і навіть до арійського племені, а становлять галузь племені туранського нарівні з монголами і марно привласнюють собі ім'я російських, яке належить по справедливості тільки малоросам і білорусам, близьких до поляків за своїм походженням. Сама мова, якою в даний час говорять «москалі», є штучно запозиченою і зіпсованою ними мова церковнослов'янська,  яку витіснила  народна туранська мова, що колись існувала. На доказ «туранства» великоросів Духінський приводить автократичну форму уряду («царат»), невластиву нібито арійським племенам та існування у них «комунізму», тоді як арійців відрізняє індивідуальна власність, схильність до кочування, нібито існуючу у великоросів нарівні з усіма туранцамі, нарешті, малий розвиток серед великоруського племені міст і міського життя. Природна, по Духінському, межа туранського племені — Дніпро, Двіна і «річки Фінляндії».
Інтерес арійської Європи вимагає відновлення слов'янської польської держави, яке охопило б родинні племена малоросів і білорусів, і послужило б для Західної Європи оплотом від туранської могутності москалів. Вчення Духінського, що відповідало вкоріненій тоді серед поляків ідеї про «обраність» польського народу, було прийнято більшістю польської інтелігенції з захопленням, а люди, які більш свідомо ставилися до цього питання, не завжди мали можливість висловити свою справжню думку.
У російській літературі теорія Духінського зустріла найбільш серйозну критику в статтях М. І. Костомарова, зокрема в «Правді полякам про Русь». Поступово авторитет теорії став падати, і в самому польському суспільстві голоснішими ставали голоси критиків. У 1886 р професор Дерптського університету Бодуен де Куртене видав у Кракові брошуру («Z powodu jubileuszu profesora Duchińskiego»), в якій заперечував за теорією Духінського будь-яке наукове значення і визнавав «святкування народом ювілею пана Духінського ювілеєм хронічної патріотичної помилки». Російський переказ цієї брошури з декількома додатковими зауваженнями зробив О. М. Пипін в статті «Тенденційна етнографія».

## Твори
1. Questions d'Orient(фр.) (1853)
2. Les Moscovites Grand-Russes d` après leurs origines, éléments et tendences … avec remarques et carte(фр.) (1854)
3. La Moscovie et la Pologne(фр.) (1855)
4. «Zasady dziejów Polski i innych krajów słowiańskich»(пол.) (П., 1858—61);
5. «Polacy w Turcyi»(пол.) (Л., 1858),
6. «Treść lekcyi historyi polskiéj wykładanych w Paryży»(пол.) (П., 1860);
7. «Pologne et Ruthénie. Origines slaves»(фр.) (П., 1861);
8. «Dopełnienie do trzech cześći zasad dziejów etc.»(пол.) (П., 1863);
9. «Nécessité des réformes dans l'exposition de l'histoire des peuples Aryâs-Européens et Tourans»(фр.) (П., 1864);
10. «Peuples Aryâs et Tourans, agriculteurs et nomades»(фр.) (1864).